# Mentalna retardacija
Mentalna retardacija je naziv za splet simptoma koju uključuju ustrajnu usporenost u učenju osnovnih motoričkih i jezičnih vještina za vrijeme djetinjstva, i kod odraslih za kvocijent inteligencije značajno niži od prosjeka. Jedan od kriterija za dijagnozu mentalne retardacije je rezultat od 70 ili ispod na testu inteligencije i poteškoće u prilgodbi.
Sljedeća klasifikacija mentalne retardacija koristi se kao uobičajena, utemeljena na Wechsler Adult Intelligence Scale (WAIS)
| Vrsta                           | IQ       |
| ------------------------------- | -------- |
| Teška mentalna retardacija      | Ispod 20 |
| Teža mentalna retardacija       | 20–34    |
| Umjerena mentalna retardacija   | 35–49    |
| Laka mentalna retardacija       | 50–69    |
| Granične kognitivne sposobnosti | 70–79    |

## Uzroci
Najčešći uzroci mentalne retardacije:
- genetika u slučajevima: Downov sindrom, Fragilni X sindrom, Sindrom delecije 22q13, Mowat-Wilson sindrom, Fenilketonurija.
- Za vrijeme trudnoće mentalna nestabilnost majke može oštetiti plod, ako majka uzima alkohol može dovesti do fetalnog alkoholnog sindrom, zaraza rubeolom može uzrokovati mentalnu retardaciju.
- Za vrijeme porođaja u slučaju ako dijete ostane bez kisika.
- Drugi zdravstveni problemi poput meningitisa ili ospica mogu uzrokovati mentalnu retardaciju kao i otrovanje olovom ili živom